# Catacombe di Napoli

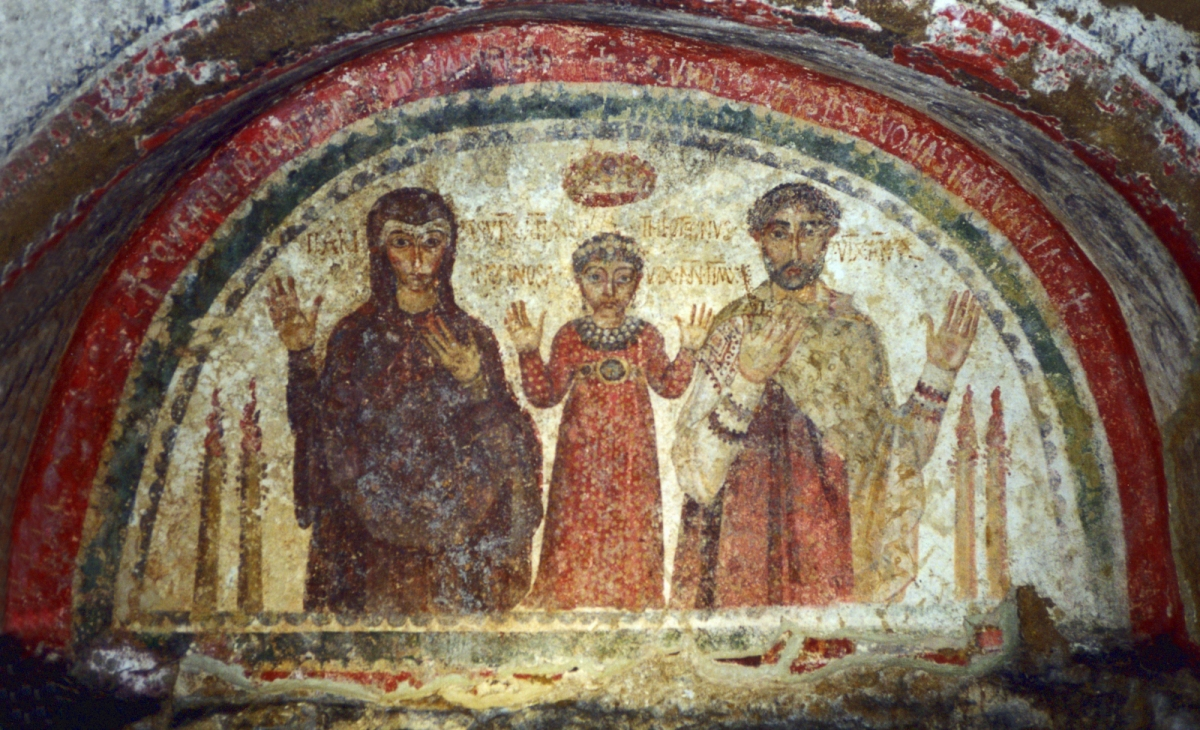
Affresco nelle catacombe di San Gennaro

Per catacombe di Napoli si intendono quei cimiteri sotterranei scavati nel tufo o in altri terreni facilmente asportabili in età classica da parte della comunità cristiana napoletana. Per importanza archeologica e artistica sono le terze in Italia dopo quelle di Roma e Siracusa, che risultano essere più estese e numerose.

## Un quadro generale delle sepolture sotterranee a Napoli
Le più antiche cavità artificiali sinora scoperte nel sottosuolo di Napoli fungevano da luoghi di sepoltura, soprattutto quelle rinvenute negli anni cinquanta del XX secolo a Materdei. Esse, risalenti al III millennio a.C., sono riferibili alla cultura del Gaudo e sono caratterizzate da tombe a "forno" scavate nella roccia con un pozzetto d'accesso ed una o due camere sepolcrali a sepoltura multipla. Questi luoghi accoglievano le salme di clan familiari di indole guerriera.
Dopo il 2.500 a.C., il sottosuolo della città sarà continuamente tappezzato da cavità artificiali, prevalentemente da altre opere funerarie. All'epoca della loro creazione, dovevano essere site per lo più al di là delle mura cittadine, mentre, con lo scorrere dei secoli, sono entrate a far parte dell'ossatura urbana della città.

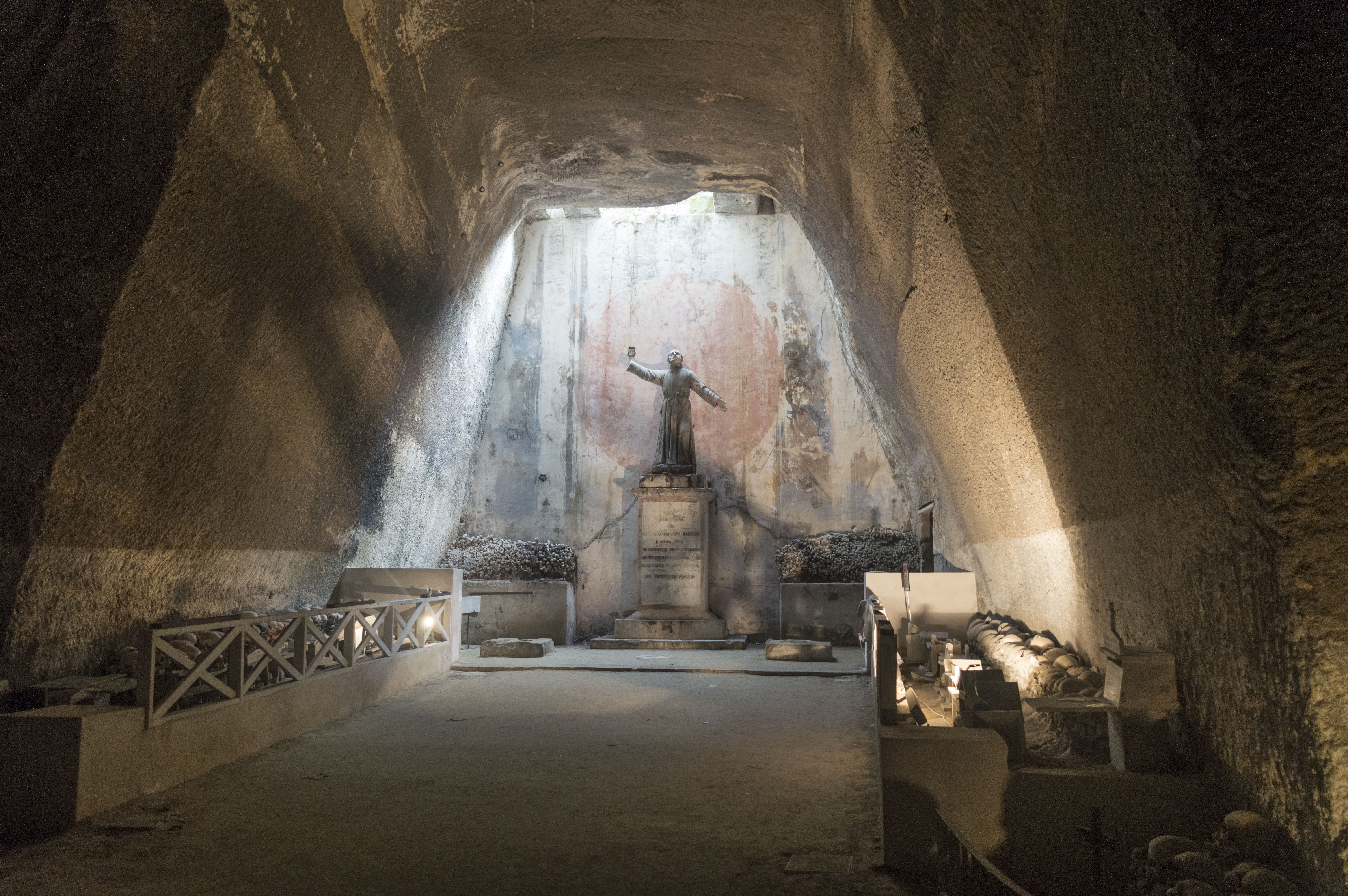
Crocevia tra le gallerie del Cimitero delle Fontanelle

Alle tombe eneolitiche, sono seguite le numerose necropoli greche, organizzate in ipogei; essi, riscontrati ad una modesta profondità nel quartiere Stella, sono caratterizzati da camere funebri medio-piccole: la loro architettura è arricchita da bassorilievi, affreschi, scritte in caratteri greci e quant'altro. Inoltre, sono stati ritrovati numerosi vasellami, urne cinerarie, statuine in terracotta, specchi, ecc. .
Con l'avvento del Cristianesimo, le catacombe saranno sempre più al centro della vita religiosa della città. A differenza delle sepolture preelleniche e greche, in cui erano deposti i membri di una stessa famiglia, queste accoglievano le salme di tutti i credenti della stessa religione. Precedentemente, i cristiani vennero sepolti insieme con i pagani, ma, quando la comunità divenne più numerosa, fu necessario creare cimiteri collettivi. All'inizio le catacombe vennero utilizzate esclusivamente per scopi funerari e per il culto dei martiri ivi sepolti. Le più antiche catacombe cristiane cittadine risalgono al II secolo.
L'opinione comune vuole che fossero utilizzate come nascondigli dai cristiani perseguitati è probabilmente priva di fondamento. Del resto le persecuzioni caratterizzarono solamente alcuni periodi dell'Impero Romano, al tempo di Nerone (tra il 64 e il 67), Domiziano (solo nel 96), Decio (249-251), Valeriano (253-260) e Diocleziano (303-305). Le costruzioni di catacombe cristiane cessarono intorno al V secolo, ergo, con la fine della Napoli romana. 
Tuttavia, anche dopo queste parentesi storiche, la città si mostrerà particolarmente predisposta alle sepolture sotterranee, al culto dei morti e delle anime in pena, almeno fino a tutto il XIX secolo; spesso, con una marchiata impronta pagana: la chiesa di Santa Maria delle Anime del Purgatorio ad Arco e il Cimitero delle Fontanelle sono solo gli esempi più famosi. 

## Tipologia delle catacombe cristiane

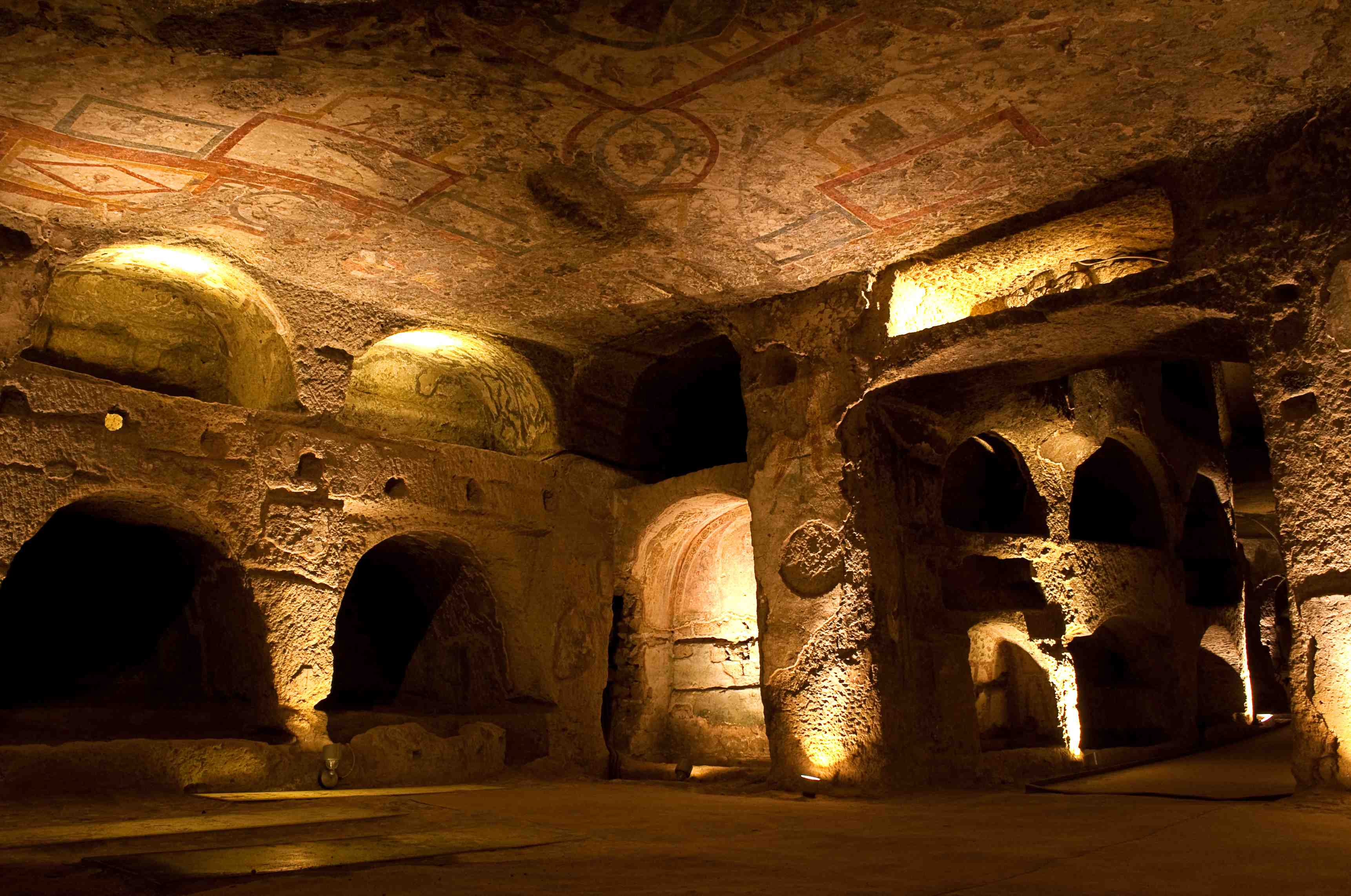
Catacombe di San Gennaro (vestibolo superiore)

La tipologia delle catacombe cristiane rientra tra quelle più comuni e ricche di particolari, soprattutto architettonici. Sono formate da lunghe pareti laterali (dette, ambulacri) in cui venivano effettuati degli scavi, per permettere la tumulazione dei cadaveri di persone meno agiate; mentre, le spoglie mortali delle persone benestanti o appartenenti a ceti sociali più elevati, venivano immesse nei loculi. Queste nicchie, generalmente disposte su file verticali (pilae), potevano contenere uno o più cadaveri ed erano sovrastati da un particolare archetto detto arcosolio. I restanti ambienti posizionati al di sotto del piano di calpestio (cripte), accoglievano le salme di intere famiglie. G.F. Rodwell fu tra i primi ad effettuare degli studi sistematici su questa tipologia di strutture e nel suo libro, intitolato Sud da Est: Note di viaggio del Sud dell'Europa del 1877, a proposito di quelle napoletane scrisse:

## Catacombe

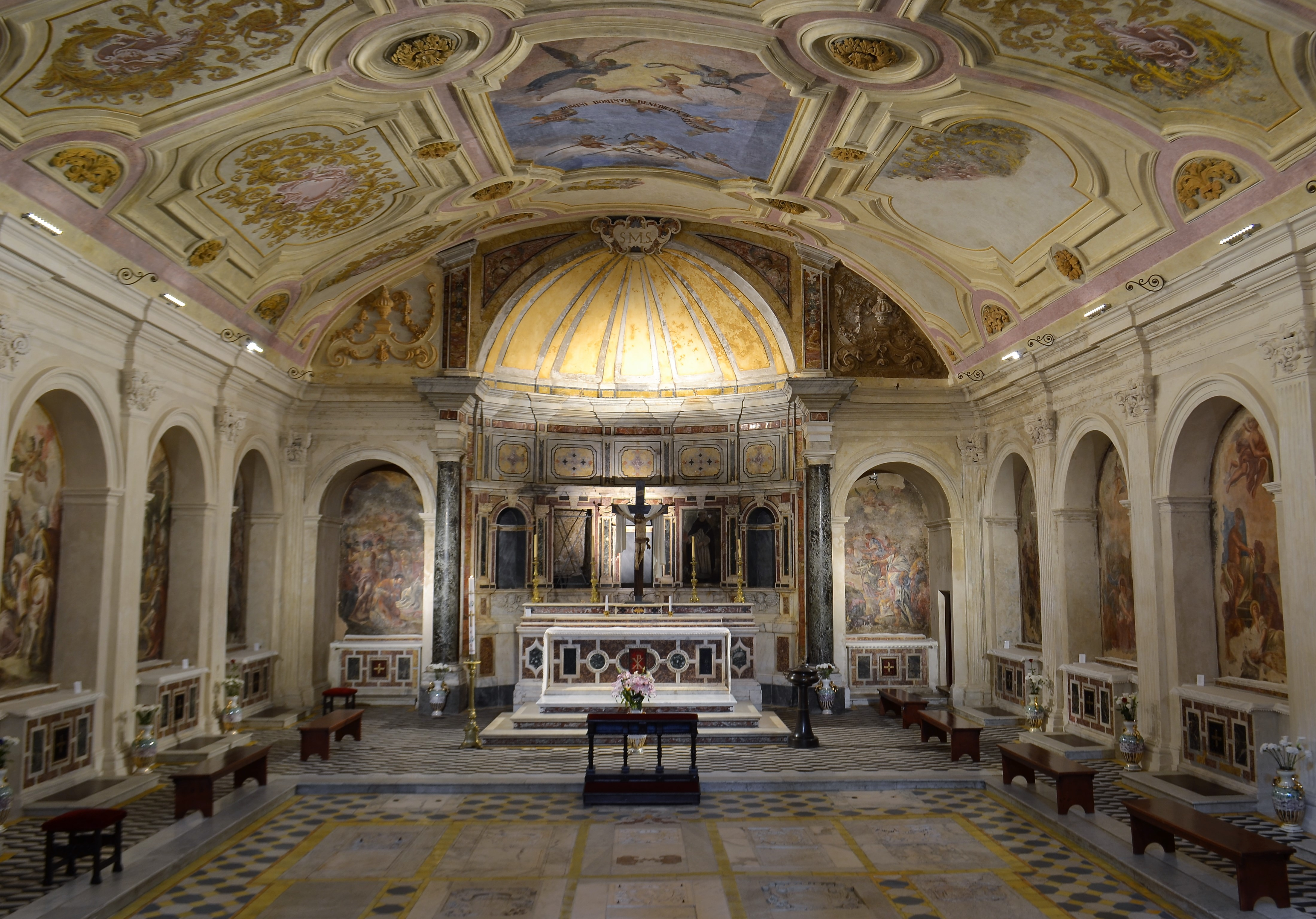
Scorcio delle catacombe di San Gaudioso

Come già spiegato, nel sottosuolo napoletano sono presenti numerose testimonianze di questo tipo; di alcune si hanno solo tracce storiche e si è persa ogni traccia circa la loro precisa ubicazione; inoltre, molte di esse, non sono visitate perché poco accessibili, in mediocre stato di conservazione o poco valorizzate. Altre ancora non sono visitabili per problemi burocratici. Le catacombe sono in maggior parte ubicate nel Rione Sanità.
Di seguito sono elencate, in maniera approssimativa, le antiche catacombe tutt'oggi esistenti:
- Catacombe di San Gennaro (II secolo)
- Catacombe di Sant'Eufebio (o di Sant'Eusebio, presso il Convento Cappuccino di Sant'Eframo Vecchio, di fine III secolo)
- Catacombe di San Severo (fine IV secolo)
- Catacombe di San Gaudioso (V secolo)
- Catacombe di Santa Maria del Pianto (di cui non si sa nulla su ubicazione e datazione)
- Catacombe di Sant'Elmo (o di Sant'Eramo o di San Martino; di questa catacomba non si ha alcuna notizia)
- Catacombe di San Pietro ad Aram (IV secolo)
- Catacombe di San Vito (II secolo, al di sotto dell'ex ospedale San Camillo presso il convento di Santa Maria della Vita, anche se se ne sono perse le tracce da secoli)
- Basilica sepolcrale di Sant'Eufemia (nei pressi del vicolo dei Lammatari, databile alla fine del V secolo, trasformata in autocarrozzeria)
- Basilica sepolcrale dei Santi Fortunato e Massimo (nei pressi del vicolo dei Lammatari, forse databile alla fine del IV secolo e non più identificabile)
- Catacombe ebraiche di Napoli (al di sotto del corso Malta)
- Catacomba di epoca augustea in piazza Santa Maria degli Angeli (recente ritrovamento, 2011)